# Thagria insolentis
Thagria insolentis är en insektsart som beskrevs av Nielson 1986. Thagria insolentis ingår i släktet Thagria och familjen dvärgstritar. Inga underarter finns listade i Catalogue of Life.